# Jan Kříž (fyzik)
Jan Kříž (* 14. prosince 1974 Hradec Králové) je český fyzik a VŠ pedagog, od července 2024 rektor Univerzity Hradec Králové, v letech 2019 až 2024 děkan Přírodovědecké fakulty UHK, od roku 2022 zastupitel města Hradec Králové, člen ODS.

## Život
Vystudoval Matematicko-fyzikální fakultu Univerzity Karlovy v Praze, a to obor teoretická fyzika, astronomie a astrofyzika. Magisterský titul získal v roce 1998, velký doktorát v roce 2003 a titul RNDr. o rok později. V roce 2015 se habilitoval na PřF UHK.
Odborně se zabývá kvantově-mechanickými systémy, matematickými metodami ve fyzice a zaměřuje se na práci s talentovanou mládeží. V letech 2001 až 2003 pracoval v oddělení teoretické fyziky Akademie věd ČR a následně nastoupil na Pedagogickou fakultu UHK jako odborný asistent. Po vzniku Přírodovědecké fakulty začal působit tam, později i jako vedoucí katedry fyziky. Od roku 2016 zastával funkci prorektora pro strategii a rozvoj a roku 2019 byl zvolen děkanem Přírodovědecké fakulty. V roce 2022 mandát děkana obhájil.
V prosinci 2023 kandidoval na post rektora Univerzity Hradec Králové, jeho soupeřem byl bývalý rektor a děkan Fakulty informatiky a managementu UHK Josef Hynek. Kříž volbu vyhrál, když získal 17 z 23 platných hlasů (ke zvolení bylo potřeba obdržet 13 hlasů). Dne 27. června 2024 jej do funkce rektora Univerzity Hradec Králové jmenoval prezident ČR Petr Pavel, a to s účinností od 1. července 2024. Kříž tak vystřídal stávajícího rektora Kamila Kuču.
Jan Kříž je ženatý, s manželkou Michaelou mají dvě děti.

## Politické působení
Je členem ODS. Za tuto stranu kandidoval v komunálních volbách v roce 2022 na druhém místě její kandidátky a stal se zastupitelem města Hradec Králové.
V krajských volbách v roce 2024 kandidoval v Královéhradeckém kraji za koalici „SILNÍ LÍDŘI pro kraj“ (tj. ODS, KDU-ČSL a VČ) na 18. místě kandidátky. Získal 759 přednostních hlasů, avšak zastupitelem kraje se nestal.